# Trichiini
Trichiini Fleming, 1821 è una tribù di coleotteri scarabeidi della sottofamiglia Cetoniinae.
Il genere più noto in Europa è probabilmente Trichius.

## Descrizione

### Adulto
Variano la loro forma tra i 6 e i 65 mm.Presentano un corpo generalmente ovale e tozzo, la cui colorazione varia a seconda della specie, passando dagli schemi cromatici di Trichius fasciatus fino al monocromatismo di Osmoderma eremita. Alcune specie, come quelle appartenenti al genere Trichius presentano una pronunciata pubescenza sul pronoto e sulla parte inferiore del corpo.

### Larva

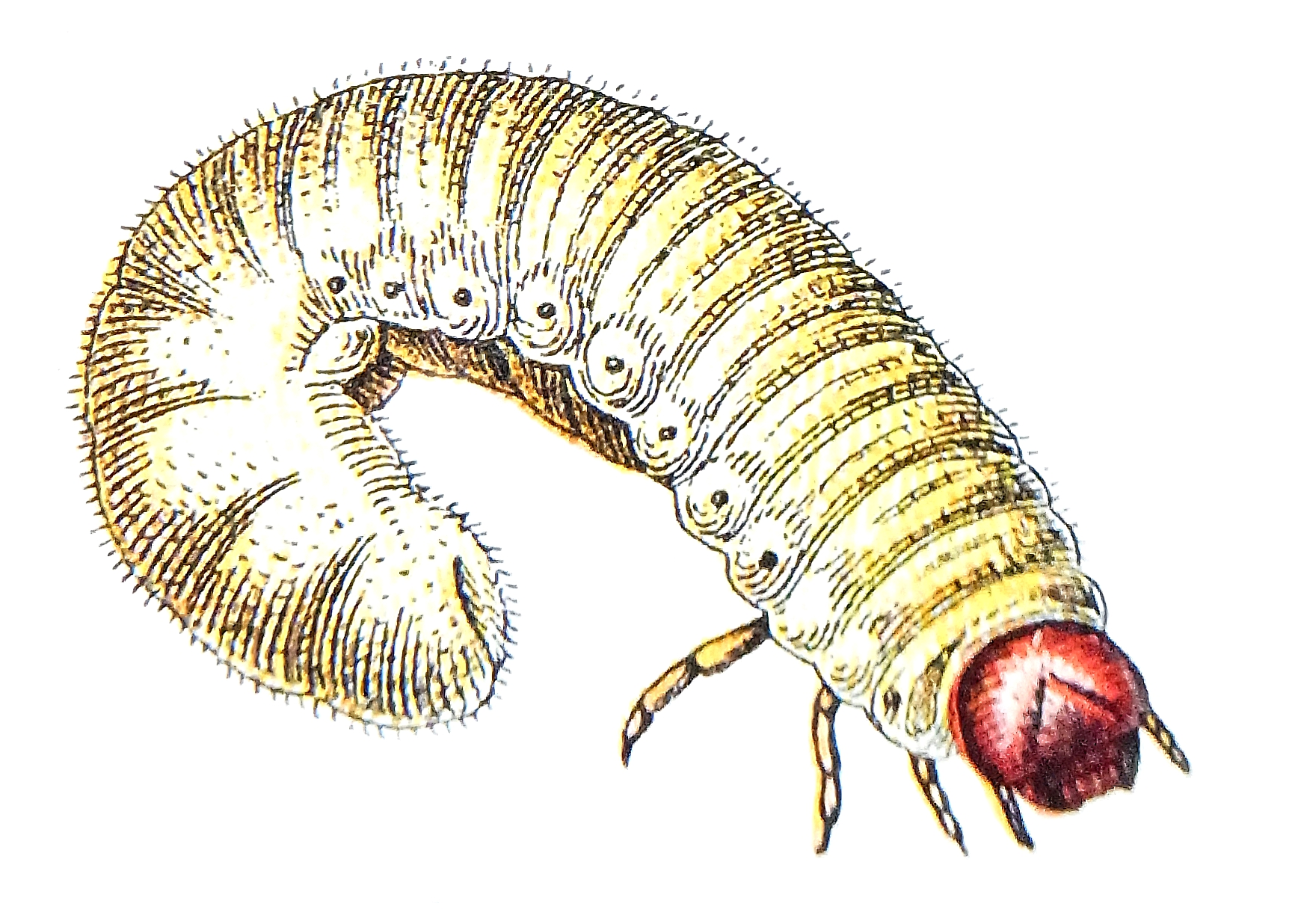
Larva di Gnorimus nobilis.

Le larve hanno l'aspetto di vermi bianchi dalla forma a "C". Presentano le tre paia di zampe atrofizzate ed il cranio sclerificato.

## Biologia
Gli adulti sono visibili a partire dalla primavera e si alimentano delle secrezioni zuccherine di gambi, foglie, frutta e fiori di diverse specie di piante. La maggior parte delle larve si sviluppa nel legno marcio ma esistono alcune specie rizofaghe o coprofaghe.

## Sistematica
La tribù è suddivisa nelle seguenti sottotribù:
- Cryptodontina Lacordaire, 1856
- Incina Burmeister, 1842
- Osmodermatina Schenkling, 1922
- Platygeniina Krikken, 1984
- Trichiina Fleming, 1821

In Italia sono presenti le seguenti specie:
- Sottotribù: Trichiina Fleming, 1821
  - Genere: Gnorimus Lepeletier & Serville, 1828
    - Gnorimus decempunctatus Helfer, 1833
    - Gnorimus nobilis Linnaeus, 1758
    - Gnorimus variabilis Linnaeus, 1758

  - genere: Trichius Fabricius, 1775
    - Trichius fasciatus Linnaeus, 1758
    - Trichius gallicus gallicus Dejean, 1821
    - Trichius gallicus zonatus Germar, 1831
    - Trichius sexualis Bedel, 1906
- Sottotribù: Osmodermatina Schenkling, 1922
  - genere: Osmoderma Lepeletier & Servill, 1828
    - Osmoderma cristinaeSparacio, 1994
    - Osmoderma eremita Scopoli, 1763
    - Osmoderma italicum Sparacio, 2000